# Niger az 1988. évi nyári olimpiai játékokon
Niger a dél-koreai Szöulban megrendezett 1988. évi nyári olimpiai játékok egyik részt vevő nemzete volt. Az országot az olimpián 2 sportágban 6 sportoló képviselte, akik érmet nem szereztek.

## Atlétika
Férfi
| Versenyző      | Versenyszám | Eredmény | Helyezés |
| -------------- | ----------- | -------- | -------- |
| Abdou Manzo    | Maraton     | 2:25:05  | 47.      |
| Inni Aboubacar | Maraton     | 2:28:15  | 59.      |
| Hassan Karimou | Maraton     | 2:43:51  | 80.      |

## Ökölvívás
| Versenyző          | Versenyszám | Selejtező                 | 32-es főtábla                | Nyolcaddöntő      | Negyeddöntő       | Elődöntő          | Döntő             | Helyezés |
| Versenyző          | Versenyszám | Ellenfél Eredmény         | Ellenfél Eredmény            | Ellenfél Eredmény | Ellenfél Eredmény | Ellenfél Eredmény | Ellenfél Eredmény | Helyezés |
| ------------------ | ----------- | ------------------------- | ---------------------------- | ----------------- | ----------------- | ----------------- | ----------------- | -------- |
| Badie Ovnteni      | Légsúly     | erőnyerő                  | Meluin de Leon (DOM) · RSC   | kiesett           | kiesett           | kiesett           | kiesett           | 17.      |
| Moumouni Siuley    | Harmatsúly  | Tiui Faamaoni (WSM) · RSC | Justin Chikwanda (ZAM) · RSC | kiesett           | kiesett           | kiesett           | kiesett           | 17.      |
| Djingarey Mamoudou | Pehelysúly  | Tomasz Nowak (POL) · 0:5  | kiesett                      | kiesett           | kiesett           | kiesett           | kiesett           | 33.      |

RSC – a mérkőzésvezető megállította a mérkőzést